# Tungzsen
Tungzsen (egyszerűsített kínai írással: 铜仁市, pinjin: Tóngrén) prefektúra szintű város Kínában, Kujcsou tartományban. Lakosainak száma 3 298 468 fő (2020).

## Népesség
| 2018 | 3 168 800 |
| 2020 | 3 298 468 |